# Kaffeerösterei August Münchhausen
Die Kaffeerösterei August Münchhausen besteht seit 1935. Von einst über 500 Kaffeeröstereien in Bremen ist sie, mit vielen alten Details, als älteste traditionelle Rösterei im Familienbesitz fast unverändert erhalten.

## Geschichte

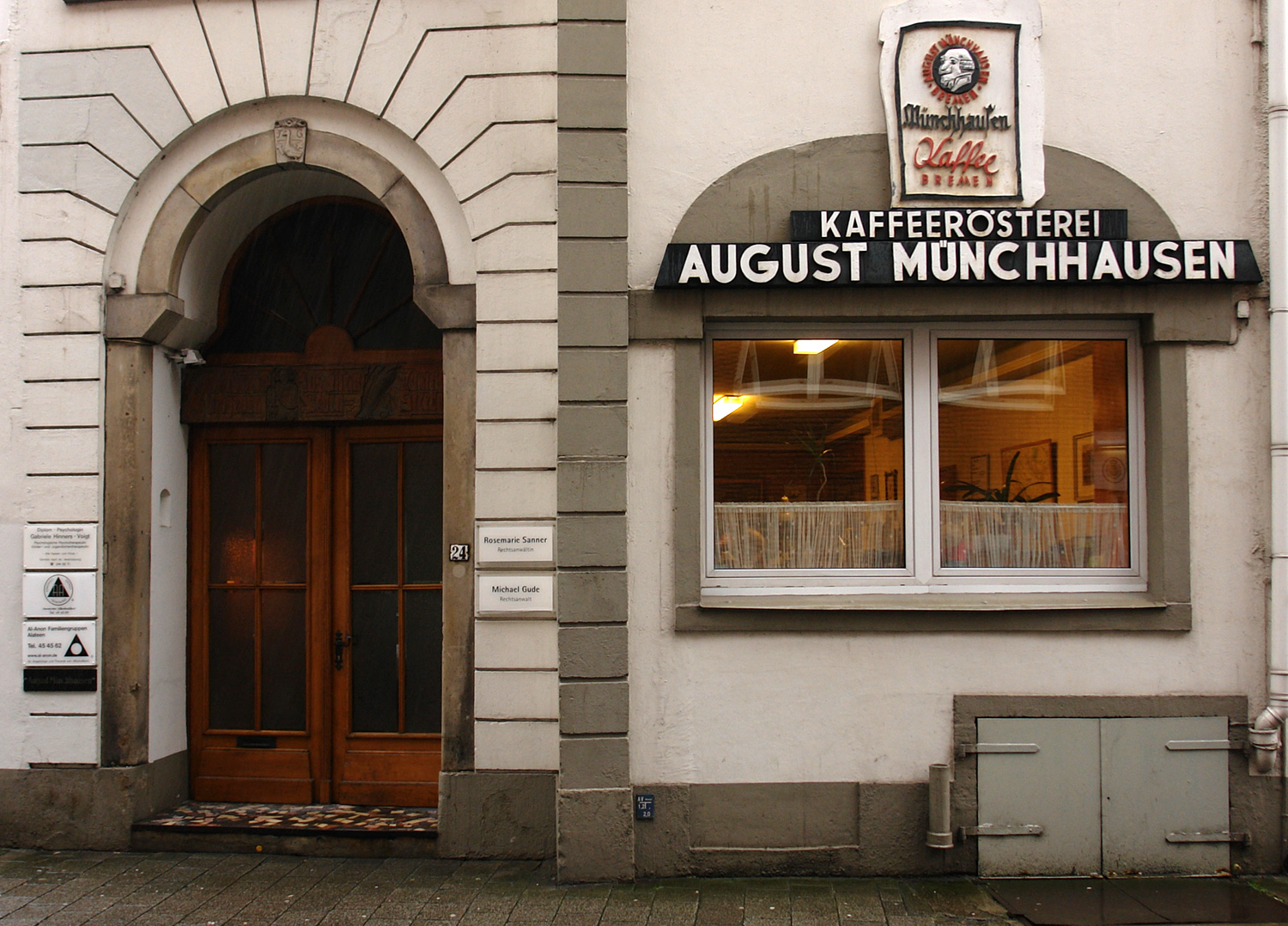
Geschäftshaus im Geeren

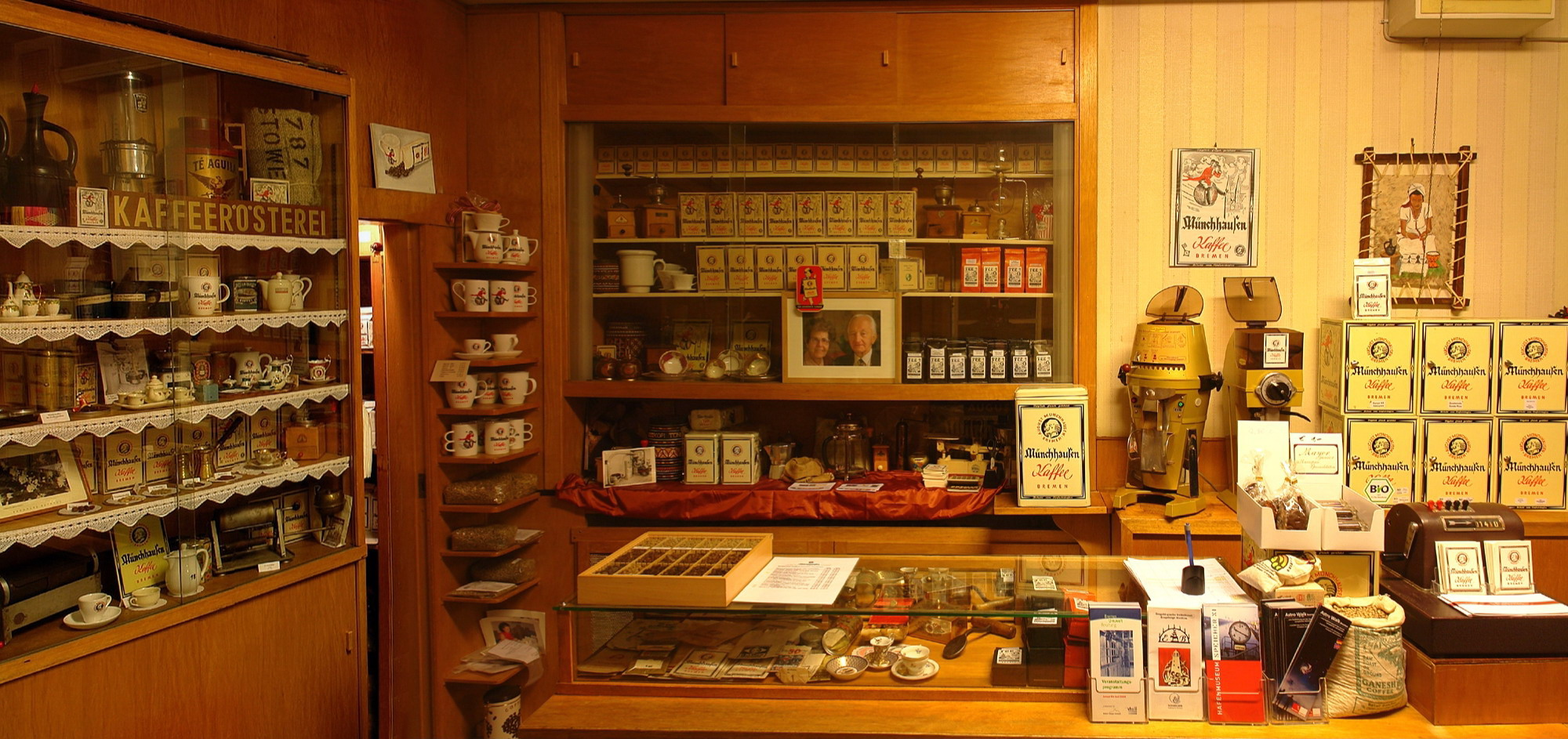
Verkaufsraum

In Europa wurde Kaffee erst in der zweiten Hälfte des 17. Jahrhunderts einem breiteren Publikum bekannt. Es waren Niederländer, die ihn importierten und auch nach Bremen brachten. Die Stadt galt schon früh als Kaffeestadt, sowohl nach Ausmaß des Handels und Röstens als auch im Umfang des Kaffee-Genusses. Seit 1673 werden in Bremen „Kaffee-Schenken“ erwähnt. Eines der ersten Cafés entstand 1697 im Keller des Hauses Schütting.
August Münchhausen gründete 1935 auf dem Teerhof den Versandhandel „Münchhausen Kaffee“ für Kaffee und Tee. Bereits drei Jahre später erwarb er das Haus Geeren Nr. 24 – noch heute Sitz des Betriebes – und installierte dort eine Röstanlage. Zu Beginn des Zweiten Weltkrieges wurden die Warenbestände konfisziert und der Wehrmacht sowie „kriegswichtigen“ Einrichtungen zugeteilt.  Die Produktion musste auf Ersatzkaffee umgestellt werden. Nach wiederholten Luftangriffen auf Bremen wurde 1941 die Röstanlage nach Twistringen ausgelagert und dort aus Zichorien, Zuckerrübenschnipseln und Getreideschrot ein Kaffee-Surrogat gemischt. Wegen der bekannten Eigenschaft seines berühmten Namensvetters Hieronymus von Münchhausen wurde das Produkt bei der Kundschaft bald „Münchhausens Lügenkaffee“ genannt.
Bei der Bombardierung im August 1944 wurde der zwischen Hafen und Weserbrücken im Bremer Stephaniviertel liegende Betrieb vollständig zerstört, vom Haus blieben nur die Umfassungsmauern stehen.

## Neubeginn nach dem Krieg

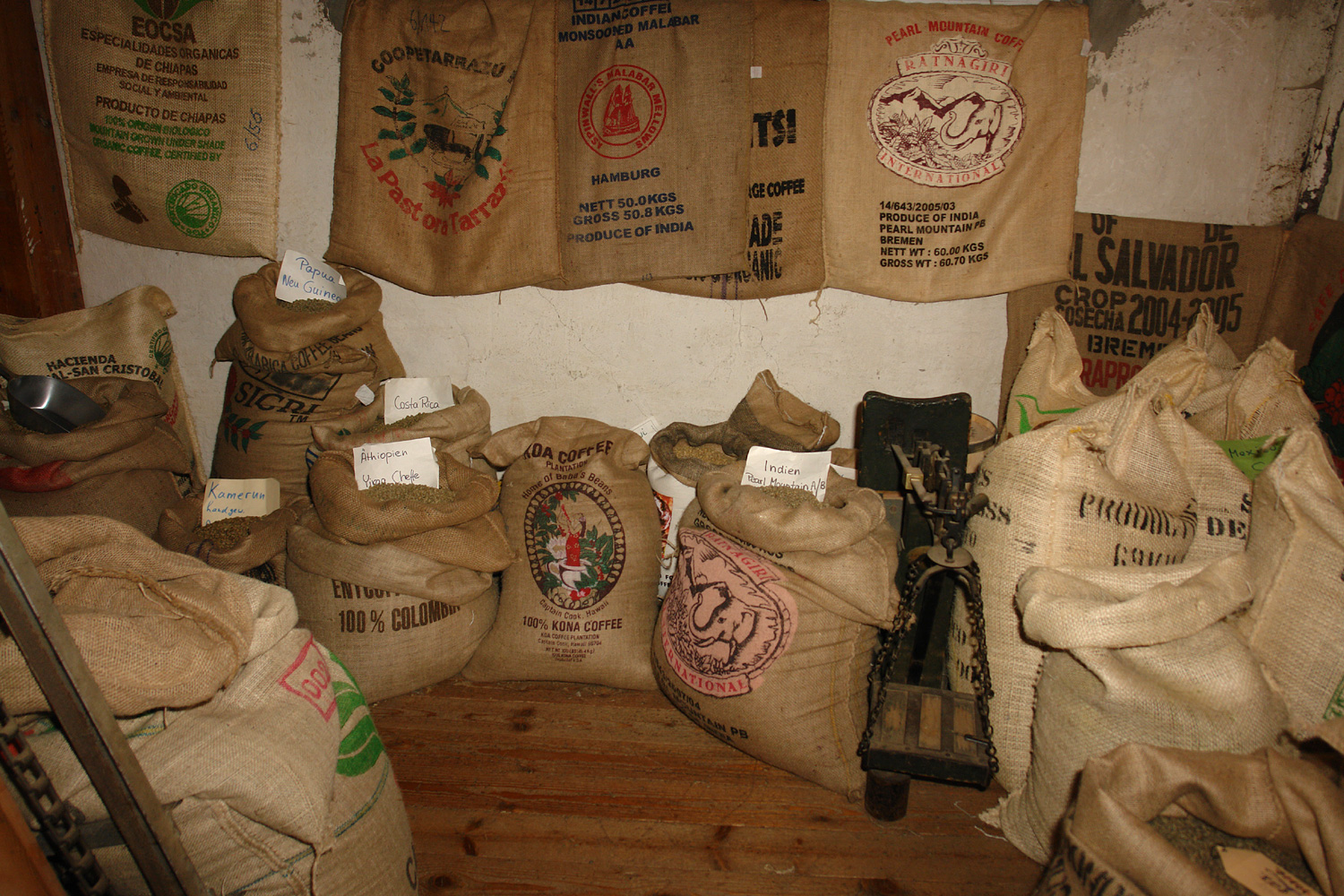
Das Zolllager mit alter Waage

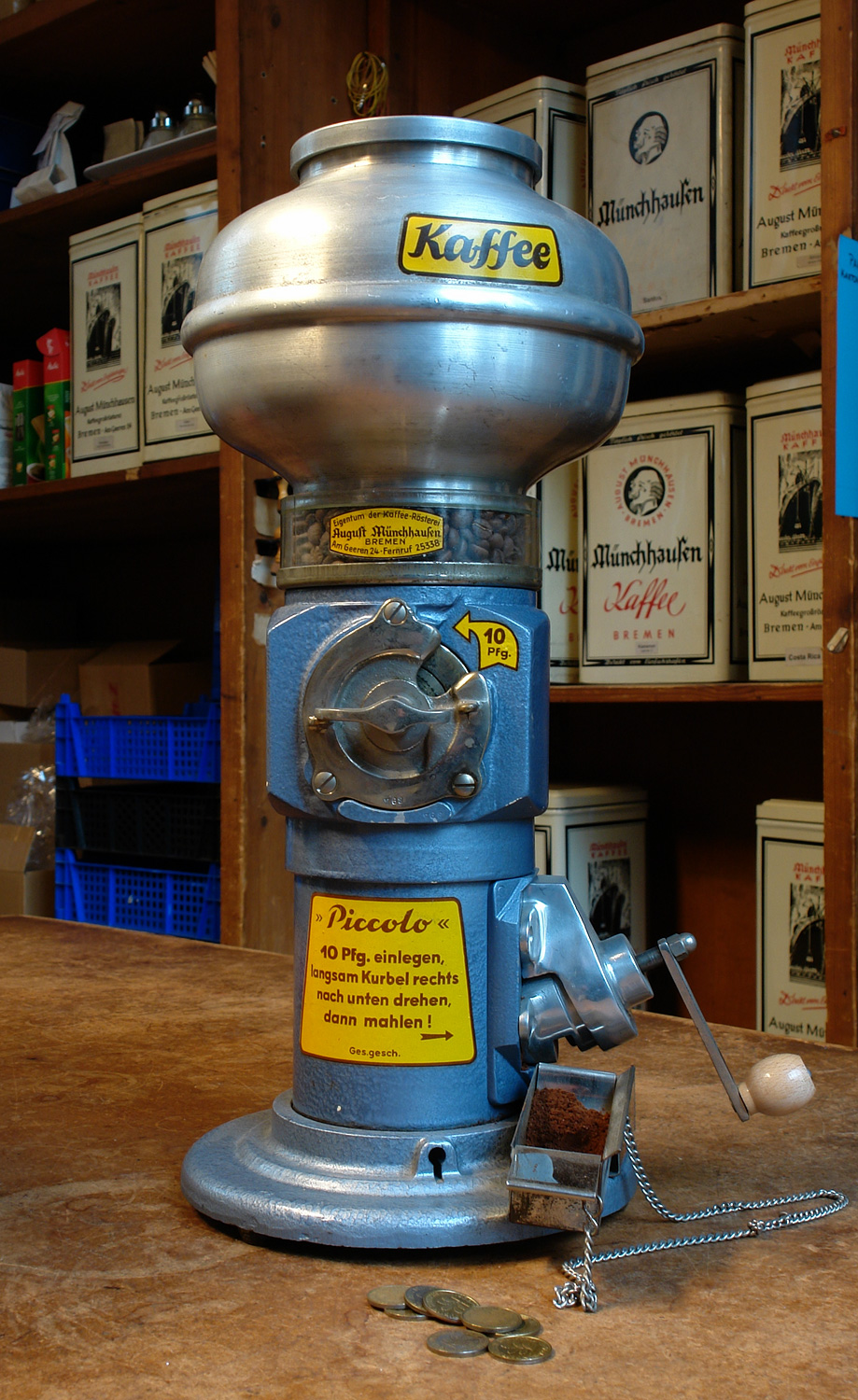
„Kleinkantine Piccolo“

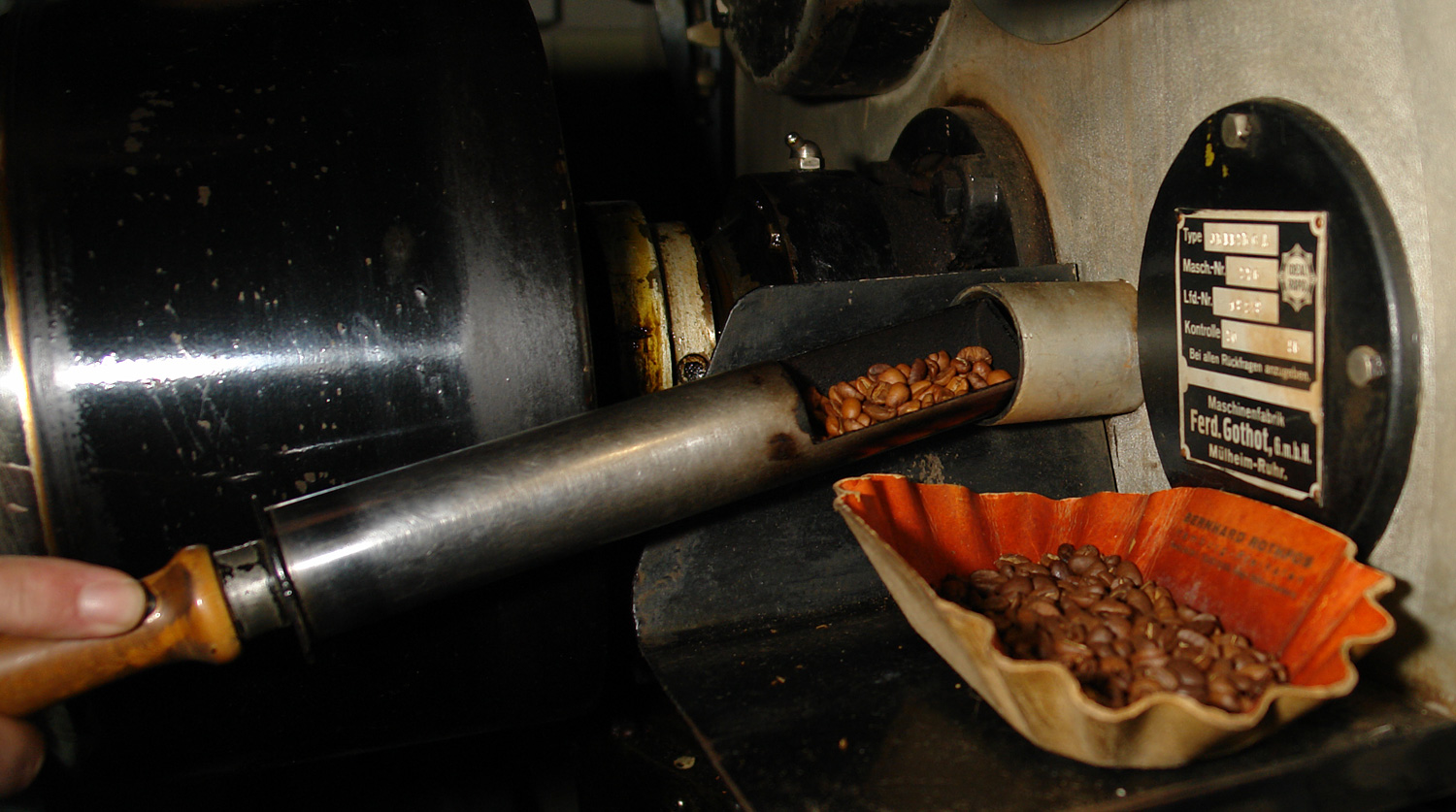
Prüfung der Rösttiefe

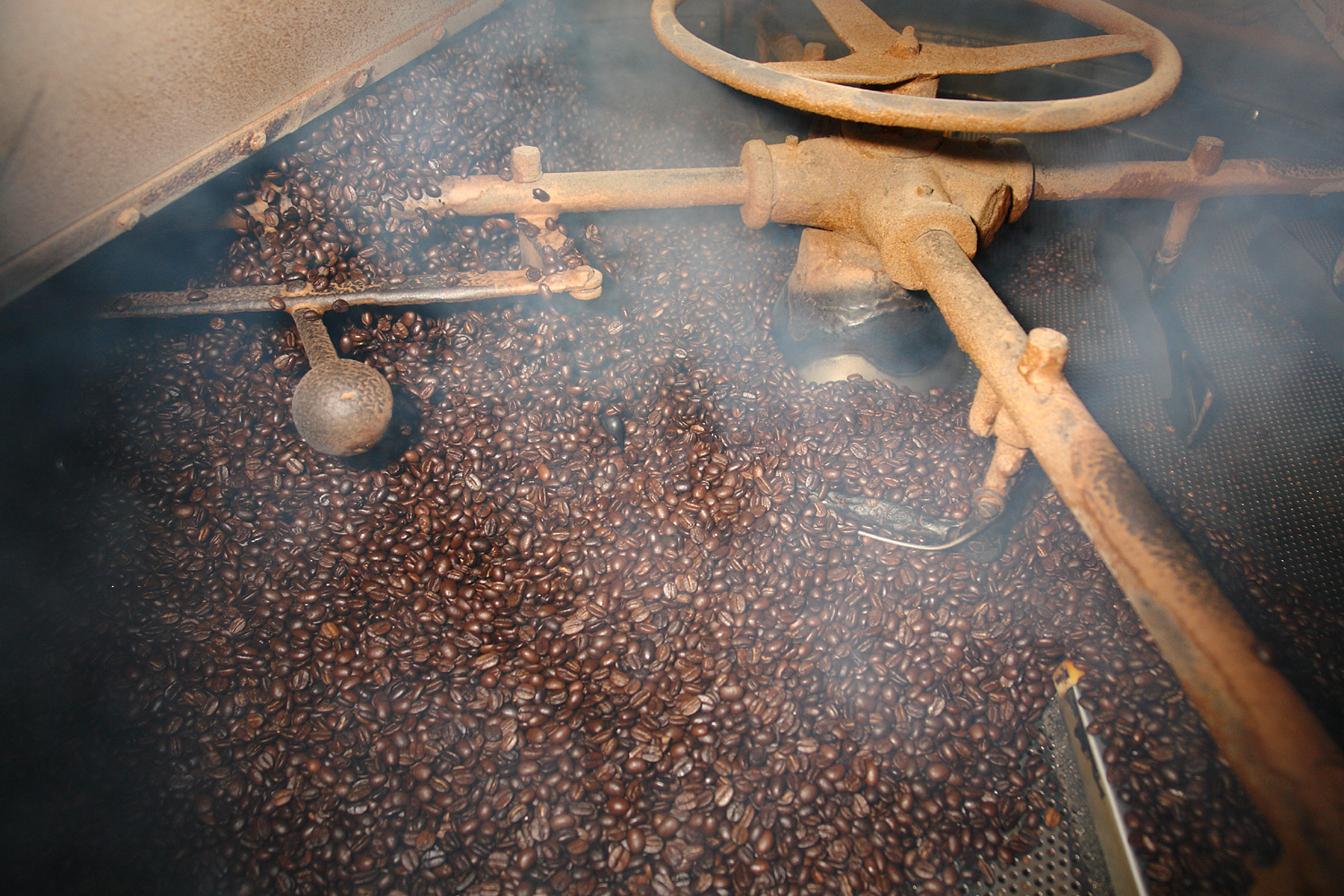
Vom Trommelröster auf das Kühlsieb

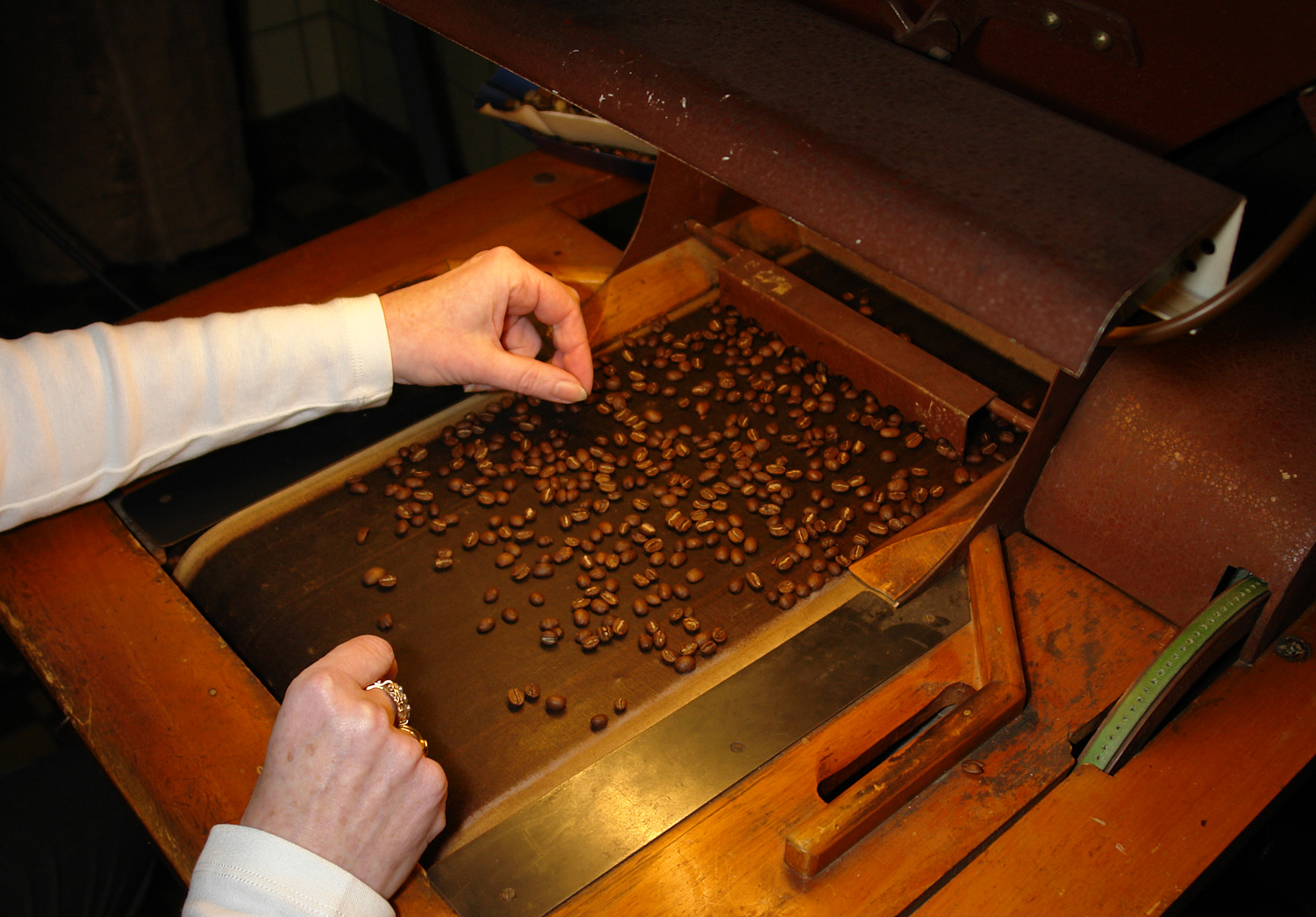
Auslese von Hand

Nach seiner Rückkehr aus französischer Gefangenschaft baute Münchhausen das Haus im Geeren wieder auf. Als nach der Währungsreform 1948 Rohkaffee frei importiert werden konnte, nahm er auch die Röstanlage in Betrieb. Das Röstbuch verzeichnet für Januar 1951 Kaffee aus Kenia, Costa Rica, Guatemala, Kolumbien, sowie Santos und Minas in Brasilien. Später kamen Timor, Tanganjika und Java hinzu, ab 1952 zusätzlich Ecuador und Kamerun.
Die (besonders früher) relativ hohen Importzölle ließen Kaffee zum kostbaren Handelsgut werden. Um nicht den Zoll für ganze Lieferungen vorab bezahlen zu müssen, richteten Röstereien deshalb eigene Zolllager ein, aus denen sie bedarfsabhängig den Rohkaffee entnehmen und versteuern können. Im Verkauf wurden wegen des hohen Preises auch Kleinstmengen angeboten. Bei Münchhausen waren das anfangs 50-Pfennig-Tüten mit zwölf Gramm Inhalt, später Tüten zu 75 Pfennig mit preisabhängiger Füllmenge.

### Kaffeeautomat „Piccolo“
Fünf Gramm frisch gemahlenen Kaffee gab ein Automat frei, den August Münchhausen 1950 entwickeln ließ. Diese „Kleinkantine Piccolo“ wurde kostenlos in Bahnhöfen, Postämtern sowie Fabrik- und Firmenkantinen aufgestellt und von Vertretern täglich betreut. Nach Einwurf eines Groschen fiel genug Kaffee für eine Tasse des Heißgetränks in das nun von Hand zu betätigende Mahlwerk. Für das heiße Wasser wurde bei Bedarf kostenlos ein Warmwasserbereiter geliefert. Bis Ende der 1950er Jahre wurden ca. 1000 Automaten aufgestellt. Als an deren Stelle Anfang der 1960er Jahre die modernen Heißgetränkautomaten traten, zog sich Münchhausen aus diesem Geschäft zurück – löslicher Kaffee war nicht seine Sache.

### Konzentration durch Röster-Riesen
Die in den 1960er Jahren einsetzende Konzentration auf wenige marktbeherrschende Großröster mit Vertriebswegen über Supermärkte und ausgedehnte Filialketten machte Kaffee zur Massenware. Diesem Konkurrenzdruck mussten viele Röstereien und Versandhändler weichen. Münchhausen übernahm Anfang der 1960er Jahre die kleinen Kaffeeröstereien Friedrich Ahldag, Lorentz und J. F. G. Kadelbach Nfg. mit ihrem Kundenstamm, konnte die negative Entwicklung auch für seinen Betrieb damit aber nicht aufhalten. Durch individuelles Mischen und Veredeln qualitativ hochwertiger Hochlandkaffees, die für Großröster in den erforderlichen Mengen nicht verfügbar sind, hat sich der Familienbetrieb bis heute eine Marktnische erhalten. Rund vierzehn Tonnen Kaffee werden jährlich verarbeitet – exakt nach den Vorgaben des Firmengründers.
August Münchhausen röstete bis kurz vor seinem Tod selbst und war damit „Deutschlands ältester aktiver Röstmeister“. Er starb 2003 im Alter von 92 Jahren. Seitdem führt seine Tochter, die Mathematikerin Ilse Münchhausen-Prüße, die Rösterei.

## Museumsrösterei
Der Verkaufsraum und die Rösterei sind mit vielen alten Details aus den 1950er und 1960er Jahren im Original erhalten und auf dem Weg zur Museumsrösterei. Für interessierte Besucher, die den Röstvorgang beobachten und Kaffee probieren möchten, werden für Gruppen ab zehn Personen Führungen angeboten.

### Rohkaffee
Verarbeitet wird Arabica-Kaffee von kleinen Plantagen aus dem Hochland. Besonders wichtig sind die Herkunftsländer Kenia, Äthiopien, Honduras und Guatemala, aber auch Costa Rica, El Salvador, Kolumbien und Nicaragua. Zu den Raritäten gehören die Sorten Kopi Luwak und Jamaika blue mountain, sowie Kaffees aus Hawaii, Haiti und Galapagos. Insgesamt sind über 20 Sorten im Angebot, darunter auch solche auch aus Fairem Handel und ökologischem Anbau. Die von Hand gepflückten Bohnen werden im Ursprungsland gewaschen, getrocknet und weiter aufbereitet. Der Transport erfolgt in luftdurchlässigen Jute- oder Sisalsäcken, bei speziellen Sorten auch in Holzfässern.

### Röstvorgang
Der Gothot-Trommelröster, ein Ausstellungsstück von der Hannover Messe, mit dem die Rösterei 1958 auf den neuesten Stand gebracht wurde, wird mit Gas beheizt und hat ein Fassungsvermögen von 50 kg.
Die Kaffeebohnen werden darin im traditionellen „Langzeitverfahren“ – der Röstvorgang dauert mindestens 12 bis 25 Minuten – bei Temperaturen zwischen 200 und 220 °C langsam erhitzt, um unerwünschte Stoffe herauszurösten. Um die Geschmacksvielfalt der einzelnen Provenienzen zu erhalten, wird relativ hell geröstet. Der Kaffee wird dadurch ohne chemische Behandlung mild und bekömmlich. Die Abkühlung erfolgt auf einem Kühlsieb mit kalter Luft. Bei einer Zunahme des Volumens von 30 % haben die Bohnen dann 16 % ihres Gewichts verloren. Auf eine Abkühlung mit Wasser, die den Gewichtsverlust mindern würde, wird verzichtet. Nach dem Rösten werden die Bohnen von Hand verlesen.